# Сартбаев, Калкабай Калыкович
Калкабай Калыкович Сартбаев (1911 — 1988) — советский языковед. Доктор филологических наук (1954), профессор (1954). Член-корреспондент АН Киргизской ССР (1954).

## Биография
Родился в с. Сынтас Жамбылского района Жамбылской области, Казахстан. По окончании школы и учительских курсов поступил в Киргизский педагогический институт, который окончил в 1939 году. Во время учёбы в институте работая учителем средней школы № 11 во г. Фрунзе, Киргизская ССР. Учился в аспирантуре там же, защитил кандидатскую диссертацию на тему «Имя существительное в русском и киргизском языках».
21 ноября 1947 года, в Москве, решением высшей аттестационной комиссией Министерства образования СССР, утвержден в ученом звании Доцента по кафедое киргизского языка, с 1959 по 1975 год — заведующий кафедрой методики обучения киргизскому языку и литературе.
С 1948 года преподавал в Киргизском пединституте, заведующий кафедрой киргизского языка и декан факультета языка и литературы. В 1950 году получил направление в докторантуру Института языкознания АН СССР в Москве. Научный консультант по докторской диссертации «Основные вопросы синтаксиса сложного предложения в современном киргизском языке» — видный советский тюрколог Н. Дмитриев.
С 1950 по 1951 год преподавал в МГУ тюркологию, доцент. Доктор филологических наук (1953).
В 1954 году с организацией АН Киргизской ССР избран в члены-корреспонденты (первый состав). Преподавал на филологическом факультете в Киргизском государственном университете, с 1954 по 1959 год был деканом филологического факультета, 9 октября 1954 года утвержен в ученом звании профессора по кафедре «Кыргызский язык», 22 мая 1954 года, высшей аттестационной комиссией Министерства образования СССР, присуждена ученая степень Доктора Фиологических наук, с 1959 по 1975 год — заведующий кафедрой методики обучения киргизскому языку и литературе, с 1975 года профессор кафедры методики преподавания киргизского языка и литературы.
Умер в 1988 году. Похоронен на мермориальном Ала-Арчинском кладбище в г. Бишкек

## Семья
Дети: Максут Калкабаевич Сартбаев, Мария Калкабаевна Сартбаева, Маден Калкабаевич Сартбаев, Марзия Калкабаевна Сартбаева, Марат Калкабаевич Сартбаев

## Награды и достижения
Орден Дружбы Народов 1981, № 18139
За доблестный труд в Великой Отечественной войне 1941—1945, № 0418231 от 6.06.1945 г.
Медаль «За доблестный труд, в ознаменование 100-летия Владимира Ильича Ленина»
Памятная медаль посвященная 50-летнему юбилею Киргизского ордена Трудового Красного Знамени государственного универститета имени 50-ти летия СССР

## Память
- Именем Калкабая Сартбаева названа Государственное учреждение «Средняя школа им. Калкабая Сартбаева», Жамбылского района, управления образования Акимата Жамбылской области

### Избранные труды
Введение в тюркологию : Материалы лекций [Для филфаков и учителей кирг. яз.] / К. Сартбаев. — Фрунзе : Мектеп, 1987. — 263,[2] с.
Языковедение в Киргизии : Крат. очерк / К. К. Сартбаев. Илим, 1985, 154 с.; 20 см
К. К. Сартбаев, Н. А. Альпиев Грамматика русского языка : Учебник для семилет. и сред. киргиз. школы. — 11-е изд. — Фрунзе : Киргизучпедгиз, 1958. — 2 т.; 23 см.
К. К. Сартбаев, Н. А. Альпиев Грамматика русского языка : Учебник для семилет. и сред. киргиз. школы. — 12-е изд. — Фрунзе : Киргизучпедгиз, 1959. — 1 т.
Языковедение в Киргизии : Крат. очерк / К. К. Сартбаев. — Фрунзе : Илим, 1985. — 154 с.
Русский язык : Фонетика и морфология : Учебник для 5-6-х кл. кирг. школы. — 4-е изд. — Фрунзе : Мектеп, 1975. — 247 с.
Классификация частей речи в киргизском языке [Текст] / К. К. Сартбаев ; АН КиргССР, Ин-т яз. и литературы. — Фрунзе : Илим, 1975. — 49 с.

## Научные интересы
Вопросы синтаксиса киргизского языка.